# Pro Evolution Soccer 2010
Pro Evolution Soccer 2010 (abreviado como PES 2010) é a nona edição da série de jogos eletrônicos de futebol produzida pela Konami, além do spin-off PES Management. O jogo foi desenvolvido e lançado para as plataformas PlayStation 2, PlayStation 3 e PlayStation Portable da Sony, Xbox 360 e Windows da Microsoft; Wii, da Nintendo; e telefone celular. O jogo foi lançado em 23 de outubro de 2009 na Europa.
Lionel Messi aparece na capa ao lado de Fernando Torres.

## História

### Produção e lançamento
Após o anúncio oficial da empresa em 8 de abril de 2009, a Konami informou que o jogo teria versões para PlayStation 2, PlayStation 3, PSP, Wii, Xbox 360 e Windows, sendo lançado uma versão demo jogável para PC, Wii, PS3 e Xbox 360 em 17 de setembro. Dentre as melhorias previstas, estavam o refinamento na inteligência artificial, reformulação nos gráficos, com personagens mais parecidos com os atletas reais, bem como a possibilidade de download de conteúdo extra. Outro destaque é o fortalecimento da parceria entre a Konami e a UEFA, CONMEBOL, a fim de assegurar os direitos de uso em videogame não apenas da Liga dos Campeões da UEFA, Copa Libertadores da América, mas também da Liga Europa da UEFA, Copa Sul-Americana,  anteriormente conhecida como Copa da UEFA Copa Sul-Americana.
A respeito da produção do jogo eletrônico, um dos produtores afirmou:
| “ | Temos seguido todos os comentários e feedback sobre a evolução da saga PES desde algum tempo, e o PES 2010 vai contar com muitas dessas ideias que os próprios jogadores nos têm feito chegar. O nosso objetivo é fazer um PES 2010 mais intuitivo, com uma experiência de jogo imediata que agrade os utilizadores desde o princípio, algo pelo qual já é famoso o jogo. PES 2010 vai ser melhor, terá melhor jogabilidade e recriará o futebol real de uma forma tão próxima quanto possível. | ” |

### Recursos
Mudanças na organização tática
No PES 2010, pode-se ver a integração dos indivíduos e das equipas. A barra para mudar o estilo da equipe é uma ferramenta útil para moldá-la de acordo com a preferência do jogador, e há inúmeras estratégias que podem ser expandidas alterando o valor das oito barras. Pode-se usar esta função para reproduzir completamente a equipe favorita ou para criar um novíssimo estilo de equipe que o jogador nunca tenha experimentado antes (por exemplo, para ajustá-la de forma a tirar o máximo proveito dos jogadores que foram adquiridos na Master League).

Mudança nos parâmetros dos jogadores
Para os jogadores enquanto indivíduos, os cartões de estilo de jogo são a peça chave. Os cartões são usados para reproduzir movimentos característicos do jogador (estilo de jogo): não só para ajustar parâmetros, mas também para dar ao jogador uma perspicácia para as coisas que vão acontecer a seguir. Por exemplo, a carta "Early Crosser" não foi concebida para aumentar o parâmetro de cruzamento da bola. O jogador que possui esta carta tem tendência a mover-se para um espaço onde possa cruzar a bola facilmente. Depende da perspicácia e habilidade do "gamer" se ele vai ou não fazer um bom cruzamento.
Não se consegue reproduzir as características dos jogadores na perfeição apenas com ajustes de parâmetros. As preparações são importantes para se atingir um bom aperfeiçoamento. A equipe do PES 2010 diz ter a certeza de que o "gamer" vai se surpreender quando vir o jogador do CPU que tem cartões. Vai sentir como se estivesse jogando uma partida real e vai notar quão perigoso o jogador pode ser.

Mudanças na Master League
A Master League foi totalmente renovada e as duas grandes competições da UEFA CONMEBOL foram implementadas. Além disso, o último objetivo da Master League não é simplesmente vencer a competição, mas sim escrever uma história gloriosa para a equipe. No passado, havia muitos fatores vagos e elementos de fingimento, mas a Konami os converteu em elementos reais. Consequentemente, a Master League ficou mais real e atingiu uma maior longevidade. Obviamente, a Liga dos Campeões da UEFA Copa Libertadores da América e a Liga Europa da UEFA Copa Sul-Americana fazem uma grande diferença, mas há mais elementos a contribuir para o jogo.
A utilização da moeda real (euros, libras esterlinas, dólares, etc.) é outra novidade que faz uma grande diferença.

## Conteúdo licenciado

### Ligas
Totalmente licenciados
- Eredivisie
- Ligue 1

Parcialmente licenciados
- Premier League - 2 times licenciados: Liverpool e Manchester United
- Serie A - Todos os times licenciados, mas sem identidade visual da liga.
- Liga BBVA - 12 times licenciados: Athletic Club, Atlético de Madrid, Barcelona, Deportivo La Coruña, Espanyol, Mallorca, Racing Santander, Real Madrid, Valladolid, Sevilla, Valencia e Villarreal.

#### Clubes não-licenciados de ligas
| Premier League - North London (Arsenal) - West Midlands Village (Aston Villa) - West Midlands City (Birmingham City) - Lancashire (Blackburn Rovers) - Middlebrook (Bolton Wanderers) - Lancashire Claret (Burnley) - London FC (Chelsea) - Merseyside Blue (Everton) - West London White (Fulham) - Yorkshire Orange (Hull City) - Man Blue (Manchester City) - Pompy (Portsmouth) - The Potteries (Stoke City) - Wearside (Sunderland) - North East London (Tottenham Hotspur) - East London (West Ham United) - Lancashire Athletic (Wigan Athletic) - Wolves (Wolverhampton Wanderers) | Primera División - Alm Rojo/Blanco (Almería) - Get Azul (Getafe) - Gij Rojo/Blanco (Gijón) - Mlg Blanco/Azul (Málaga) - Pamp Rojo (Osasuna) - Tnr Azul/Blanco (Tenerife) - Xrz Azul (Xerez) - Zar Blanco/Azul (Zaragoza) |

### Outros clubes
| - Anderlecht - Club Bruges (indisponível para PS2 e PSP) - Standard Liège - Dínamo de Zagreb - Slavia de Praga - Sparta de Praga - Brøndby IF - FC Copenhague - HJK de Helsinque - AEK Atenas - Olympiacos - Panathinaikos - PAOK (indisponível para PS2 e PSP) - Rosenborg | - Wisła Cracóvia (indisponível para PS2 e PSP) - Benfica - Sporting Braga (indisponível para PS2 e PSP) - FC Porto - Sporting - Dínamo de Bucareste - CFR Cluj (indisponível para PS2 e PSP) - Unirea Urziceni - Lokomtiv Moscou - Spartak Moscou - Zenit São Petersburgo - Aberdeen (indisponível para PS2 e PSP) - Celtic - Hearts (indisponível para PS2 e PSP) | - Rangers - Estrela Vermelha de Belgrado - AIK - IFK de Gotemburgo - Hammarby - Kalmar - FC Basel (indisponível para PS2 e PSP) - Beşiktaş - Fenerbahçe - Galatasaray - Sivasspor - Shakhtar Donetsk - Metalist Kharkiv (indisponível para PS2 e PSP) - Dínamo de Kiev |

- Boca Juniors
- River Plate
- Internacional

### Clubes fictícios
- Marchidegna (indisponível para PS2 e PSP)
- Huerpojauza C.F. (indisponível para PS2 e PSP)
- FC Cerchizmajiu (indisponível para PS2 e PSP)
- Alashergokh F.C. (indisponível para PS2 e PSP)
- F.C. Kholugavinsk (indisponível para PS2 e PSP)
- F.K. Ljemorac (indisponível para PS2 e PSP)
- PFC Ryagzhilograd (indisponível para PS2 e PSP)
- A.S. Punoichongaux (indisponível para PS2 e PSP)
- MFK Trnolevoce (indisponível para PS2 e PSP)
- PES United
- WE United

### Seleções nacionais
Europa
| - Alemanha - Áustria - Bélgica - Bósnia e Herzegovina - Bulgária - Croácia - Dinamarca - Escócia - Eslováquia - Eslovênia - Espanha | - Finlândia - França - Grécia - Hungria - Inglaterra - Irlanda - Irlanda do Norte - Israel - Itália - Montenegro (indisponível para PS2 e PSP) - Noruega - País de Gales | - Países Baixos - Polónia - Portugal - Tchéquia - Romênia - Rússia - Sérvia (indisponível para PS2 e PSP) - Suécia - Suíça - Turquia - Ucrânia |

África
| - Angola (indisponível para PS2 e PSP) - Camarões - Costa do Marfim - Egito - Gana - Guiné (indisponível para PS2 e PSP) - Mali (indisponível para PS2 e PSP) | - Marrocos (indisponível para PS2 e PSP) - Nigéria - Senegal (indisponível para PS2 e PSP) - África do Sul - Togo - Tunísia |

Américas
| - Canadá - Costa Rica - Honduras (indisponível para PS2 e PSP) | - México - Trinidad e Tobago (indisponível para PS2 e PSP) - Estados Unidos |

| - Argentina - Bolívia (indisponível para PS2 e PSP) - Brasil - Chile - Colômbia | - Equador - Paraguai - Peru - Uruguai - Venezuela (indisponível para PS2 e PSP) |

Ásia/Oceania
| - Arábia Saudita - Austrália - Bahrein (indisponível para PS2 e PSP) - China - Coreia do Norte - Coreia do Sul | - Emirados Árabes Unidos - Irã - Iraque (indisponível para PS2 e PSP) - Japão - Kuwait (indisponível para PS2 e PSP) | - Omã (indisponível para PS2 e PSP) - Catar (indisponível para PS2 e PSP) - Síria (indisponível para PS2 e PSP) - Tailândia (indisponível para PS2 e PSP) - Uzbequistão (indisponível para PS2 e PSP) |

Clássicos
- Inglaterra
- França
- Alemanha
- Itália
- Países Baixos
- Argentina
- Brasil

Nota

Negrito – Equipes totalmente licenciadas

Itálico - Equipes não-licenciadas com jogadores fictícios

### Estádios
| #  | Estádio                    | País          | Equipe                 |
| -- | -------------------------- | ------------- | ---------------------- |
| 1  | Anfield                    | Inglaterra    | Liverpool              |
| 2  | Old Trafford               | Inglaterra    | Manchester United      |
| 3  | Wembley                    | Inglaterra    | Inglaterra             |
| 4  | Camp Nou                   | Espanha       | Barcelona              |
| 5  | Santiago Bernabéu          | Espanha       | Real Madrid            |
| 6  | Estádio do Dragão          | Portugal      | Porto                  |
| 7  | José Alvalade              | Portugal      | Sporting               |
| 8  | Estádio da Luz             | Portugal      | Benfica                |
| 9  | Amsterdam ArenA            | Países Baixos | Ajax                   |
| 10 | Monumental de Nuñez        | Argentina     | River Plate            |
| 11 | Saitama 2002               | Japão         | Urawa Red Diamonds     |
| 12 | Stade de France            | França        | França                 |
| 13 | Stade Louis II             | Mónaco        | Monaco                 |
| 14 | Giuseppe Meazza / San Siro | Itália        | Internazionale e Milan |
| 15 | Estádio Olímpico           | Itália        | Roma e Lazio           |
| 16 | Estádio delle Alpi         | Itália        | Juventus               |

| # | Nome no PES 2010   | Nome real                 |
| - | ------------------ | ------------------------- |
| 1 | Cuito Cuanavale    | Vodacom Park              |
| 2 | Blautraum Stadion  | Schüco Arena              |
| 3 | Amerigo Atlantis   | Estádio Nacional de Chile |
| 4 | Estadio Gran Chaco | El Madrigal               |
| 5 | Nakhon Ratchasima  | Estadio King Fahd         |
| 6 | Club House         | fictício                  |

### Narração e Comentários
- Inglês: Jon Champion e Mark Lawrenson
- Francês: Grégoire Margotton e Christophe Dugarry
- Alemão: Hansi Küpper e Wolff Fuss
- Italiano: Pierluigi Pardo e José Altafini
- Espanhol: Carlos Martínez e Julio Maldonaldo "Maldini"
- Espanhol Latinoamericano: Christian Martinoli e Luis García Postigo
- Português: Pedro Sousa e João Vieira Pinto
- Japonês: Jon Kabira, Masahiro Fukuda e Tsuyoshi Kitazawa (somente versão japonesa)

## Trilha sonora
PES 2010 conta, pela primeira vez na série, com uma trilha sonora licenciada fora de animações de abertura, com 27 músicas além das faixas de estúdio da Konami.
| Artista                  | Música                      | Origem da Musica |
| ------------------------ | --------------------------- | ---------------- |
| 10-FEET                  | Super Stomper               | Japão            |
| The All-American Rejects | Dirty Little Secret         | Estados Unidos   |
| Andrew W.K.              | Party Hard                  | Estados Unidos   |
| Black Kids               | Hurricane Jane              | Estados Unidos   |
| The Chemical Brothers    | Galaxy Bounce               | Inglaterra       |
| The Chemical Brothers    | Midnight Madness            | Inglaterra       |
| The Courteeners          | Not Nineteen Forever        | Inglaterra       |
| David Holmes             | Holy Pictures               | Irlanda do Norte |
| Delphic                  | Counterpoint                | Inglaterra       |
| DJ Shadow                | Artifact                    | Estados Unidos   |
| The Durango Riot         | No Need for Satisfaction    | Suécia           |
| Guillemots               | Kriss Kross                 | Inglaterra       |
| Guillemots               | Trains to Brazil            | Inglaterra       |
| Hoobastank               | Sick of Hanging On          | Estados Unidos   |
| Kaiser Chiefs            | Never Miss a Beat           | Inglaterra       |
| Kaiser Chiefs            | Ruby                        | Inglaterra       |
| Keane                    | Again and Again             | Inglaterra       |
| Keane                    | Pretend That You're Alone   | Inglaterra       |
| Klaxons                  | Atlantis to Interzone       | Inglaterra       |
| Klaxons                  | Gravity's Rainbow           | Inglaterra       |
| Ocean Colour Scene       | Up on the Downside          | Inglaterra       |
| Paul Weller              | Come On/Let's Go            | Inglaterra       |
| Pay Money to My Pain     | The Answer Is Not in the TV | Japão            |
| Stereophonics            | A Thousand Trees            | País de Gales    |
| Stereophonics            | Dakota                      | País de Gales    |
| the telephones           | Wooo Hoooo                  | Japão            |
| The Urgency              | Move You                    | Estados Unidos   |